# 1150.
1150. je šesto desetletje v 12. stoletju med letoma 1150 in 1159. 